# Дискография Келли Кларксон
Американская певица Келли Кларксон выпустила восемь студийных альбомов, шесть мини-альбомов, один сборник, один альбом ремиксов и 45 синглов (в том числе пять в качестве приглашенного исполнителя). В 2002 году она выиграла первый сезон телевизионного конкурса «American Idol» и сразу же подписала контракт с лейблами на запись альбома «19 Recordings», «S Records» и «RCA Records». Она дебютировала в чарте в сентябре 2002 года с двойной A-стороной. Сингл «Before Your Love»/«A Moment Like This», последний из которых возглавил чарт «Billboard Hot 100»  и в итоге стал самым продаваемым синглом года в Соединенных Штатах. Ее дебютный альбом «Thankful» был выпущен в апреле 2003 года и дебютировал в чарте «Billboard 200 США» на первом. С альбома «Thankful» был выпущен хит-сингл «Miss Independent», который был сертифицирован двойной платиной Американской ассоциацией звукозаписывающей индустрии (RIAA).
Выпущенный в 2004 году второй студийный альбом Келли Кларксон «Breakaway» расширил свою аудиторию на международные рынки и в настоящее время остается ее самым успешным альбомом с продажами в 12 миллионов копий по всему миру. Такой успех альбома был обеспечен выпуском мега успешных синглов «Since U Been Gone», «Behind This Hazel Eyes», «By You», «Walk Away» и «Breakaway». Альбом «Breakaway» возглавил чарты Ирландии и Нидерландов и занял 7 место в мире по итогам 2005 года по версии Международной федерации фонографической индустрии (IFPI). Кларксон выпустила свой третий студийный альбом «My December» в 2007 году на фоне широко разрекламированного спора с музыкальным магнатом Клайвом Дэвисом. Хотя его коммерческие показатели оказались скромнее по сравнению с предшественником, с альбома вышел снискавший славу сингл «Never Again», который в конечном итоге был сертифицирован платиновым RIAA. В 2009 году Келли выпустила свой четвертый студийный альбом «All I Ever Wanted», который стал ее второй записью, который возглавил «Billboard 200». Его ведущий сингл «My Life Would Suck Without You» в настоящее время удерживает рекорд самого большого скачка на первое место в истории чарта Billboard Hot 100. С альбома были выпущены также синглы «I Do Not Hook Up» и «Already Gone».
В 2011 году Кларксон выпустила свой пятый студийный альбом «Stronger», с которого были выпущены синглы «Mr. Know It All» и «Stronger (What Doesn't Kill You)». Сингл «Stronger» получил платиновую сертификацию. Песня в настоящее время является ее самым успешным сиглом с пиковыми позициями номер один в шестнадцати чартах «Billboard», включая чарт «Billboard Hot 100». В 2012 году Кларксон отметила свою десятую годовщину карьеры, выпустив сборник хитов «Greatest Hits — Chapter One». Для продвижения сборника был выпушен синг «Catch My Breath». Сборник был сертифицирован RIAA как золото. Вышедший в 2013 году её шестой студийный альбом и первая рождественская пластинка «Wrapped in Red» стали самым продаваемым праздничным альбомом этого года в Соединенных Штатах. Его ведущий сингл «Underneath the Tree» постоянно фигурирует в списках самых популярных рождественских песен с момента ее выпуска.
Кларксон завершила свой контракт с «RCA» выпуском своего седьмого студийного альбома «Piece by Piece» в 2015 году. Альбом в США получил золотой статус и стал ее третьим альбомом номер один в чарте «Billboard 200». С альбома были выпущены синглы «Heartbeat Song» и «Piece by Piece». Год спустя она подписала долгосрочный контракт на запись с «Atlantic Records». Ее первая запись на лейбле стал её восьмой студийный альбом «Meaning of Life» были выпущены в 2017 году и выпустила хит «Love So Soft». Келли Кларксон продала более 25 миллионов альбомов и 45 миллионов синглов по всему миру. Согласно данным, собранным Nielsen Music, она продала более 18,6 миллионов альбомов в Соединенных Штатах, в том числе 14,6 миллиона на физических носителях, 35 миллионов цифровых треков. Она также накопила более 61 миллиарда в общей аудитории на радио и объединила более 2,8 миллиарда потоков по требованию.

## Альбомы

### Студийные альбомы
| Название                                                            | Краткая информация                                                                               | Наивысшие позиции в чартах | Наивысшие позиции в чартах | Наивысшие позиции в чартах | Наивысшие позиции в чартах | Наивысшие позиции в чартах | Наивысшие позиции в чартах | Наивысшие позиции в чартах | Наивысшие позиции в чартах | Наивысшие позиции в чартах | Наивысшие позиции в чартах | Продажи                         | Сертификация |
| Название                                                            | Краткая информация                                                                               | US                         | AUS                        | AUT                        | CAN                        | GER                        | IRL                        | NLD                        | NZ                         | SWI                        | UK                         | Продажи                         | Сертификация |
| ------------------------------------------------------------------- | ------------------------------------------------------------------------------------------------ | -------------------------- | -------------------------- | -------------------------- | -------------------------- | -------------------------- | -------------------------- | -------------------------- | -------------------------- | -------------------------- | -------------------------- | ------------------------------- | --- |
| Thankful                                                            | - Релиз: 15 апреля 2003 - Лейбл: RCA, 19 Recordings, S - Формат: Cassette, CD, digital download  | 1                          | 33                         | —                          | 5                          | —                          | 46                         | 83                         | —                          | —                          | 41                         | - US: 2,800,000 - UK: 155,343   | - RIAA: 2× Платина - ARIA: Золото - BPI: Золото - MC: Платина |
| Breakaway                                                           | - Релиз: 30 ноября 2004 - Лейбл: RCA, 19, S - Формат: Cassette, CD, CD+DVD, LP, digital download | 3                          | 2                          | 3                          | 6                          | 4                          | 1                          | 1                          | 5                          | 2                          | 3                          | - US: 6,355,000 - UK: 1,606,963 | - RIAA: 6× Платина - ARIA: 7× Платина - BPI: 5× Платина - BVMI: 3× Золото - IFPI AUT: Золото - IFPI SWI: Платина - IRMA: 7× Платина - MC: 5× Платина - NVPI: Золото - RMNZ: 3× Платина |
| My December                                                         | - Релиз: 22 Июня 2007 - Лейбл: RCA, 19, S - Формат: Cassette, CD, digital download               | 2                          | 4                          | 8                          | 2                          | 5                          | 2                          | 7                          | 8                          | 5                          | 2                          | - US: 858,000 - UK: 156,637     | - RIAA: Платина - ARIA: Золото - BPI: Золото - IRMA: Золото - MC: Платина |
| All I Ever Wanted                                                   | - Релиз: 6 марта 2009 - Лайбл: RCA, 19, S - Формат: CD, CD+DVD, digital download                 | 1                          | 2                          | 4                          | 2                          | 4                          | 4                          | 6                          | 6                          | 7                          | 3                          | - US: 1,004,000 - UK: 205,594   | - ARIA: Платина - BPI: Золото - IRMA: Золото - MC: Платина |
| Stronger                                                            | - Релиз: 21 октября 2011 - Лейбл RCA, 19 - Формат: CD, digital download                          | 2                          | 3                          | 20                         | 4                          | 14                         | 8                          | 16                         | 6                          | 12                         | 5                          | - US: 1,129,000 - UK: 275,227   | - RIAA: Платина - ARIA: Платина - BPI: Золото - MC: Платина - RMNZ: Золото |
| Wrapped in Red                                                      | - Релиз: 25 октября 2013 - Лейбл: RCA - Формат: CD, LP, CD+DVD, digital download                 | 3                          | 29                         | —                          | 5                          | —                          | 64                         | 71                         | —                          | 97                         | 65                         | - US: 942,000 - UK: 22,000      | - RIAA: Платина - MC: Платина |
| Piece by Piece                                                      | - Релиз: 27 февраля 2015 - Лейбл: RCA, 19 - Формат: CD, LP, box set, digital download            | 1                          | 5                          | 27                         | 4                          | 30                         | 8                          | 18                         | 12                         | 29                         | 6                          | - US: 284,000 - UK: 60,000      | - RIAA: Золото - BPI: Серебро |
| Meaning of Life                                                     | - Релиз: 27 октября 2017 - Лейбл: Atlantic - Формат: CD, LP, digital download, streaming         | 2                          | 6                          | 27                         | 4                          | 32                         | 18                         | 35                         | 21                         | 19                         | 11                         | - US: 68,000 - UK: 15,000       | |
| «—» альбом не был в чарте или не был выпущен в той или иной стране. |                                                                                                  |                            |                            |                            |                            |                            |                            |                            |                            |                            |                            |                                 | |

### Сборники
| Название                    | Краткая информация                                                              | Наивысшие позиции в чартах | Наивысшие позиции в чартах | Наивысшие позиции в чартах | Наивысшие позиции в чартах | Наивысшие позиции в чартах | Наивысшие позиции в чартах | Наивысшие позиции в чартах | Продажи                     | Сертификация                                  |
| Название                    | Краткая информация                                                              | US                         | AUS                        | CAN                        | IRL                        | NZ                         | SWI                        | UK                         | Продажи                     | Сертификация                                  |
| --------------------------- | ------------------------------------------------------------------------------- | -------------------------- | -------------------------- | -------------------------- | -------------------------- | -------------------------- | -------------------------- | -------------------------- | --------------------------- | --------------------------------------------- |
| Greatest Hits — Chapter One | - Релиз: 16 ноября 2012 - Лейбл: RCA, 19 - Формат: CD, CD+DVD, digital download | 11                         | 20                         | 15                         | 21                         | 15                         | 92                         | 18                         | - US: 728,000 - UK: 249,784 | - RIAA: Золото - ARIA: Платина - BPI: Платина |

### Remix альбомы
| Название                                                            | Краткая информация                                                | Наивысшие позиции в чартах | Продажи     |
| Название                                                            | Краткая информация                                                | US                         | Продажи     |
| ------------------------------------------------------------------- | ----------------------------------------------------------------- | -------------------------- | ----------- |
| Piece by Piece Remixed                                              | - Релиз: 4 марта 2016 - Лейбл: RCA, 19 - Формат: Digital download | —                          | - US: 2,000 |
| «—» альбом не был в чарте или не был выпущен в той или иной стране. |                                                                   |                            |             |

## Мини-альбомы
| Название                                                            | Краткая информация                                                   | Наивысшие позиции в чартах | Продажи      |
| Название                                                            | Краткая информация                                                   | US                         | Продажи      |
| ------------------------------------------------------------------- | -------------------------------------------------------------------- | -------------------------- | ------------ |
| Rolling Stone Original                                              | - Релиз: 1 января 2005 - Лейбл: RCA, 19 - Формат: Digital download   | —                          |              |
| Nissan Live Sets At Yahoo! Music                                    | - Релиз: 17 июля 2007 - Лейбл: RCA, 19 - Формат: Digital download    | —                          |              |
| The Smoakstack Sessions                                             | - Релиз: 24 октября 2011 - Лейбл: RCA, 19 - Формат: CD               | —                          |              |
| iTunes Session                                                      | - Релиз: 23 декабря 2011 - Лейбл: RCA, 19 - Формат: Digital download | 85                         | - US: 17,000 |
| The Smoakstack Sessions Vol. 2                                      | - Релиз: 19 ноября 2012 - Лейбл: RCA, 19 - Формат: CD, streaming     | —                          |              |
| Kelly Clarkson Live                                                 | - Релиз: 9 декабря 2016 - Лейбл: Atlantic - Формат: Digital download | —                          |              |
| Kellyoke — EP                                                       | - Релиз: 9 июня 2022 - Лейбл: Atlantic - Формат: Digital download    | —                          |              |
| «—» альбом не был в чарте или не был выпущен в той или иной стране. |                                                                      |                            |              |

## Синглы
| «Before Your Love»                                             | 2002 | —  | —  | —  | —  | —  | —  | —  | —  | —  | —   | - RIAA: Золото - MC: 2×Платина                                                                        |                                                |
| «A Moment Like This»                                           | 2002 | 1  | —  | —  | —  | —  | —  | —  | —  | —  | —   | - RIAA: Золото - MC: 2×Платина                                                                        |                                                |
| «Miss Independent»                                             | 2003 | 9  | 3  | 39 | —  | 52 | 11 | 9  | —  | 44 | 6   | - RIAA: Золото - ARIA: Золото                                                                         | Thankful                                       |
| «Low»                                                          | 2003 | 58 | 11 | —  | 2  | —  | —  | —  | —  | —  | 35  | - ARIA: Золото                                                                                        | Thankful                                       |
| «The Trouble with Love Is»                                     | 2003 | —  | 11 | —  | 25 | 42 | —  | 32 | —  | 62 | 35  | - ARIA: Золото                                                                                        | Thankful and Love Actually                     |
| «Breakaway»                                                    | 2004 | 6  | 10 | 8  | 12 | 13 | 12 | 9  | 12 | 14 | 22  | - RIAA: Золото - ARIA: Золото - BPI: Серебро - MC: Золото                                             | The Princess Diaries soundtracks and Breakaway |
| «Since U Been Gone»                                            | 2004 | 2  | 3  | 3  | 2  | 6  | 4  | 4  | 11 | 7  | 5   | - RIAA: Платина - ARIA: Платина - BPI: Платина - MC: Платина                                          | Breakaway                                      |
| «Behind These Hazel Eyes»                                      | 2005 | 6  | 6  | 9  | 4  | 16 | 4  | 7  | 7  | 20 | 9   | - RIAA: Платина - BPI: Серебро - MC: Платина                                                          | Breakaway                                      |
| «Because of You»                                               | 2005 | 7  | 4  | 3  | 2  | 4  | 5  | 1  | 19 | 1  | 7   | - RIAA: Платина - ARIA: Золото - BPI: Платина - BVMI: Золото - MC: Золото                             | Breakaway                                      |
| «Walk Away»                                                    | 2006 | 12 | 27 | 29 | 7  | 30 | 10 | —  | 19 | 58 | 21  | - RIAA: Золото - MC: Золото                                                                           | Breakaway                                      |
| «Never Again»                                                  | 2007 | 8  | 5  | 36 | 8  | 19 | 11 | 23 | 20 | 27 | 9   | - RIAA: Золото - ARIA: Золото - MC: Золото                                                            | My December                                    |
| «Because of You» (with Reba McEntire)                          | 2007 | 50 | —  | —  | 36 | —  | —  | —  | —  | —  | —   | | Reba: Duets                                    |
| «Sober»                                                        | 2007 | —  | —  | —  | —  | —  | —  | —  | —  | —  | —   | | My December                                    |
| «One Minute»                                                   | 2007 | —  | 36 | —  | —  | —  | —  | —  | —  | —  | —   | | My December                                    |
| «Don't Waste Your Time»                                        | 2007 | —  | —  | —  | —  | 93 | —  | —  | —  | —  | —   | | My December                                    |
| «My Life Would Suck Without You»                               | 2009 | 1  | 5  | 6  | 1  | 6  | 4  | 3  | 11 | 5  | 1   | - ARIA: Платина - BPI: Золото - MC: 2× Платина - RMNZ: Золото                                         | All I Ever Wanted                              |
| «I Do Not Hook Up»                                             | 2009 | 20 | 9  | 68 | 13 | 55 | 30 | 19 | 31 | —  | 36  | - ARIA: Золото - MC: Золото                                                                           | All I Ever Wanted                              |
| «Already Gone»                                                 | 2009 | 13 | 12 | 37 | 15 | 23 | —  | —  | 23 | 15 | 66  | - ARIA: Золото - MC: Золото                                                                           | All I Ever Wanted                              |
| «All I Ever Wanted»                                            | 2010 | 96 | —  | —  | —  | —  | —  | —  | —  | —  | —   | | All I Ever Wanted                              |
| «Cry»                                                          | 2010 | —  | —  | —  | —  | —  | —  | —  | —  | —  | —   | | All I Ever Wanted                              |
| «Don't You Wanna Stay» (with Jason Aldean)                     | 2010 | 31 | —  | —  | 35 | —  | —  | —  | —  | —  | —   | - RIAA: 2× Platinum                                                                                   | My Kinda Party                                 |
| «Mr. Know It All»                                              | 2011 | 10 | 1  | 26 | 11 | 18 | 14 | —  | 8  | 22 | 4   | - ARIA: 3× Платина - BPI: Серебро - MC: Платина - RMNZ: Платина                                       | Stronger                                       |
| «I’ll Be Home for Christmas»                                   | 2011 | 93 | —  | —  | —  | —  | —  | —  | —  | —  | —   | | iTunes Session                                 |
| «Stronger (What Doesn't Kill You)»                             | 2012 | 1  | 18 | 6  | 3  | 27 | 4  | —  | 4  | 18 | 8   | - RIAA: 4× Платина - ARIA: 3× Платина - BPI: Платина - IFPI AUT: Золото - MC: Платина - RMNZ: Платина | Stronger                                       |
| «Dark Side»                                                    | 2012 | 42 | 56 | —  | 26 | 82 | 42 | —  | —  | —  | 40  | | Stronger                                       |
| «Catch My Breath»                                              | 2012 | 19 | 40 | 67 | 22 | 89 | 88 | —  | —  | —  | 51  | | Greatest Hits — Chapter One                    |
| «Don’t Rush» (featuring Vince Gill)                            | 2012 | 87 | —  | —  | 53 | —  | —  | —  | —  | —  | —   | | Greatest Hits — Chapter One                    |
| «People Like Us»                                               | 2013 | 65 | 46 | —  | 28 | —  | —  | —  | 25 | —  | 188 | | Greatest Hits — Chapter One                    |
| «Tie It Up»                                                    | 2013 | —  | —  | —  | 79 | —  | —  | —  | —  | —  | —   | |                                                |
| «Underneath the Tree»                                          | 2013 | 31 | 54 | 21 | 28 | 22 | 37 | 19 | —  | 21 | 21  | - BPI: Золото                                                                                         | Wrapped in Red                                 |
| «Wrapped in Red»                                               | 2014 | —  | —  | —  | —  | —  | —  | —  | —  | —  | —   | | Wrapped in Red                                 |
| «Heartbeat Song»                                               | 2015 | 21 | 29 | 8  | 23 | 16 | 23 | —  | 21 | 24 | 7   | - RIAA: Платина - ARIA: Золото - BPI: Золото                                                          | Piece by Piece                                 |
| «Invincible»                                                   | 2015 | —  | —  | —  | —  | —  | —  | —  | —  | —  | 141 | | Piece by Piece                                 |
| «Piece by Piece»                                               | 2015 | 8  | 24 | —  | 17 | —  | —  | —  | —  | —  | 27  | - BPI: Серебро                                                                                        | Piece by Piece                                 |
| «Love So Soft»                                                 | 2017 | 47 | 88 | —  | 73 | —  | —  | —  | —  | —  | 81  | - RIAA: Платина - MC: Золото                                                                          | Meaning of Life                                |
| «Christmas Eve»                                                | 2017 | —  | —  | 72 | —  | 64 | —  | —  | —  | —  | —   | |                                                |
| «I Don’t Think About You»                                      | 2018 | —  | —  | —  | —  | —  | —  | —  | —  | —  | —   | | Meaning of Life                                |
| «Heat»                                                         | 2018 | —  | —  | —  | —  | —  | —  | —  | —  | —  | —   | | Meaning of Life                                |
| «Broken & Beautiful»                                           | 2019 | —  | —  | —  | —  | —  | —  | —  | —  | —  | —   | | UglyDolls                                      |
| «I Dare You»                                                   | 2020 | 86 | —  | —  | 89 | —  | —— | —  | —  | —  | —   | |                                                |
| «—» сингл не был в чарте или не выпущен в той или иной стране. |      |    |    |    |    |    |    |    |    |    |     | |                                                |

### Как приглашенный артист
| Название                                                                           | Год  | Наивысшие позиции в чартах | Наивысшие позиции в чартах | Наивысшие позиции в чартах | Сертификация   | Альбом                             |
| Название                                                                           | Год  | IRL                        | NLD                        | UK                         | Сертификация   | Альбом                             |
| ---------------------------------------------------------------------------------- | ---- | -------------------------- | -------------------------- | -------------------------- | -------------- | ---------------------------------- |
| «PrizeFighter» (Trisha Yearwood featuring Kelly Clarkson)                          | 2014 | —                          | —                          | —                          |                | PrizeFighter: Hit After Hit        |
| «Second Hand Heart» (Ben Haenow featuring Kelly Clarkson)                          | 2015 | 56                         | —                          | 21                         | - BPI: Серебро | Ben Haenow                         |
| «This Is for My Girls» (as part of Artists for Let Girls Learn)                    | 2016 | —                          | —                          | —                          |                |                                    |
| «Softly and Tenderly» (Reba McEntire featuring Kelly Clarkson and Trisha Yearwood) | 2016 | —                          | —                          | —                          |                | Sing It Now: Songs of Faith & Hope |
| «I Dream in Southern» (Kaleb Lee featuring Kelly Clarkson)                         | 2019 | —                          | —                          | —                          |                |                                    |
| «—» сингл не был в чарте или не выпущен в той или иной стране.                     |      |                            |                            |                            |                |                                    |

### Промосинглы
| Название                                                       | Год  | Наивысшие позиции в чартах | Наивысшие позиции в чартах | Наивысшие позиции в чартах | Сертификация                | Альбом                            |
| Название                                                       | Год  | US                         | CAN                        | UK                         | Сертификация                | Альбом                            |
| -------------------------------------------------------------- | ---- | -------------------------- | -------------------------- | -------------------------- | --------------------------- | --------------------------------- |
| «Go»                                                           | 2006 | —                          | —                          | —                          |                             |                                   |
| «Up to the Mountain» (featuring Jeff Beck)                     | 2007 | 56                         | —                          | —                          |                             |                                   |
| «Get Up (A Cowboys Anthem)»                                    | 2012 | —                          | —                          | —                          |                             |                                   |
| «White Christmas»                                              | 2013 | —                          | —                          | —                          |                             | Wrapped in Red                    |
| «Run Run Run» (featuring John Legend)                          | 2015 | —                          | —                          | —                          |                             | Piece by Piece                    |
| «Take You High»                                                | 2015 | —                          | —                          | —                          |                             | Piece by Piece                    |
| «Someone»                                                      | 2015 | —                          | —                          | —                          |                             | Piece by Piece                    |
| «River Rose’s Magical Lullaby»                                 | 2016 | —                          | —                          | —                          |                             |                                   |
| «It’s Quiet Uptown»                                            | 2016 | —                          | —                          | —                          |                             | The Hamilton Mixtape              |
| «Move You»                                                     | 2017 | —                          | —                          | —                          |                             | Meaning of Life                   |
| «Meaning of Life»                                              | 2017 | —                          | —                          | —                          |                             | Meaning of Life                   |
| «I’ve Loved You Since Forever» (Hoda Kotb + Kelly Clarkson)    | 2018 | —                          | —                          | —                          |                             |                                   |
| «Don’t Dream It’s Over» (with Brynn Cartelli)                  | 2018 | —                          | —                          | —                          |                             | The Complete Season 14 Collection |
| «Keeping Score» (Dan + Shay featuring Kelly Clarkson)          | 2018 | —                          | —                          | —                          | - RIAA: Золото - MC: Золото | Dan + Shay                        |
| «Never Enough»                                                 | 2018 | —                          | —                          | 59                         |                             | The Greatest Showman: Reimagined  |
| «Rockin' with the Rhythm of the Rain» (with Chevel Shepherd)   | 2018 | —                          | —                          | —                          |                             | The Complete Season 15 Collection |
| «Wintersong» (with Jake Hoot)                                  | 2019 | —                          | —                          | —                          |                             | The Complete Season 17 Collection |
| «I Run to You» (with Micah Iverson)                            | 2020 | —                          | —                          | —                          |                             | The Complete Season 18 Collection |
| «—» сингл не был в чарте или не выпущен в той или иной стране. |      |                            |                            |                            |                             |                                   |

## Другие песни в чартах
| Название                                                         | Год  | Наивысшие позиции в чартах | Наивысшие позиции в чартах | Наивысшие позиции в чартах | Наивысшие позиции в чартах | Альбом                                                |
| Название                                                         | Год  | US                         | CAN                        | NZ                         | UK                         | Альбом                                                |
| ---------------------------------------------------------------- | ---- | -------------------------- | -------------------------- | -------------------------- | -------------------------- | ----------------------------------------------------- |
| «If I Can’t Have You»                                            | 2009 | —                          | —                          | —                          | —                          | All I Ever Wanted                                     |
| «Beautiful Disaster»                                             | 2011 | —                          | —                          | —                          | 124                        | Thankful                                              |
| «Silent Night» (featuring Reba and Trisha Yearwood)              | 2013 | —                          | —                          | —                          | —                          | Wrapped in Red                                        |
| «Baby, It’s Cold Outside» (John Legend featuring Kelly Clarkson) | 2019 | —                          | —                          | —                          | —                          | A Legendary Christmas                                 |
| «Just Sing» (as part of Trolls World Tour cast)                  | 2020 | —                          | —                          | —                          | —                          | Trolls World Tour: Original Motion Picture Soundtrack |
| «—» сингл не был в чарте или не выпущен в той или иной стране.   |      |                            |                            |                            |                            |                                                       |

## Другие появления
| Название                                  | Год  | Другой артист          | Альбом                                                            |
| ----------------------------------------- | ---- | ---------------------- | ----------------------------------------------------------------- |
| «Respect»                                 | 2002 | н/д                    | American Idol: Greatest Moments                                   |
| «(You Make Me Feel Like) A Natural Woman» | 2002 | н/д                    | American Idol: Greatest Moments                                   |
| «Oh, Holy Night»                          | 2003 | н/д                    | American Idol: Great Holiday Classics                             |
| «My Grown Up Christmas List»              | 2003 | н/д                    | American Idol: Great Holiday Classics                             |
| «Timeless»                                | 2003 | Justin Guarini         | Justin Guarini                                                    |
| «Trying to Help You Out»                  | 2010 | Ashley Arrison         | Hearts on Parade                                                  |
| «There’s a New Kid in Town»               | 2012 | Blake Shelton          | Cheers, It’s Christmas                                            |
| «Foolish Games»                           | 2013 | Jewel                  | Greatest Hits                                                     |
| «Little Green Apples»                     | 2013 | Robbie Williams        | Swings Both Ways                                                  |
| «In the Basement»                         | 2014 | Martina McBride        | Everlasting                                                       |
| «Pray for Peace»                          | 2015 | Reba McEntire          | Love Somebody                                                     |
| «All I Ask of You»                        | 2015 | Josh Groban            | Stages                                                            |
| «Love Goes On»                            | 2017 | Aloe Blacc             | The Shack: Music from and Inspired by the Original Motion Picture |
| «Oh Holy Night» (Home Holiday Version)    | 2017 | н/д                    | Home for the Holidays                                             |
| «Christmas is a Feeling»                  | 2017 | Ben Schwartz Home cast | Home for the Holidays                                             |
| «Grown-Up Christmas List»                 | 2018 | Pentatonix             | Christmas Is Here!                                                |
| «Couldn’t Be Better» (Pop version)        | 2019 | н/д                    | UglyDolls: Original Motion Picture Soundtrack                     |
| «Today’s the Day»                         | 2019 | н/д                    | UglyDolls: Original Motion Picture Soundtrack                     |
| «Couldn’t Be Better» (Movie version)      | 2019 | UglyDolls cast         | UglyDolls: Original Motion Picture Soundtrack                     |
| «Today’s the (Perfect) Day»               | 2019 | UglyDolls cast         | UglyDolls: Original Motion Picture Soundtrack                     |
| «All Dolled Up»                           | 2019 | Janelle Monáe          | UglyDolls: Original Motion Picture Soundtrack                     |
| «Unbreakable»                             | 2019 | Janelle Monáe          | UglyDolls: Original Motion Picture Soundtrack                     |
| «Workin' on Whiskey»                      | 2019 | Trisha Yearwood        | Every Girl                                                        |
| «Tell Me Something I Don’t Know»          | 2019 | Trisha Yearwood        | Every Girl                                                        |
| «Born to Die»                             | 2020 | н/д                    | Trolls World Tour: Original Motion Picture Soundtrack             |
| «Just Sing (Trolls World Tour)»           | 2020 | Trolls World Tour cast | Trolls World Tour: Original Motion Picture Soundtrack             |

### Заметки
1. ↑  Ещё до того, как стать первым победителем American Idolв 2002 году Кларксон подписала контракт на запись с "19 Recordings", который оставлял за собой фонографические права на основные записи, заказанные на протяжении всего соглашения. Позже студия "19" заключила «генеральное соглашение» с "S Records" Simon Cowell, чтобы назначить своему филиалу RCA Records эксклюзивную лицензию на распространение этих записей. Поправка в 2005 году расширила S, чтобы участвовать в качестве партнера 19 в течение пяти лет, после чего лицензия была предоставлена напрямую RCA на оставшуюся часть срока сделки[1][2][3].
2. 1 2 3  После пересмотра методологии составления чартов Billboard Hot 100 в 1999 году продажи синглов, в состав которых входит более одной песни, будут засчитаны той песни, которая в настоящее время получает наибольшее количество радиоротации. В случае сингла «Before Your Love»/«A Moment Like This» именно песня "A Moment Like This" получила наибольшее количество радиоротаций и в итоге попал в «Billboard Hot 100», хотя трек «Before Your Love» также считался подходящим, чтобы попасть в чарт самостоятельно, если бы он набрал достаточно радиоаудитории в то время.[4]
3. ↑  "A Moment Like This" занял 56 место в  Official UK Singles Downloads Chart, который является частью Official UK Singles Chart.[58]
4. ↑  "Low" and "The Trouble with Love Is" попали в чарт Великобритании как двойной сингл.[58]
5. ↑  "The Trouble with Love Is" добрался до 1 места в чарте Billboard Bubbling Under Hot 100, который включает в себя 25 песен, не попали в чарт Billboard Hot 100, но были очень к этому близки.[60]
6. ↑  "Sober" занял 10 место в Billboard Bubbling Under Hot 100.[60]
7. ↑  "Already Gone" занял 9 место в чарте Нидерландов Dutch Top 40 Tipparade, который включает синглы не вошедшие в основной чарт Нидерландов.[57]
8. ↑  "Mr. Know It All" достиг 9 места в чарте Нидерландов "Dutch Top 40 Tipparade", который включает синглы не вошедшие в основной чарт Нидерландов.[57]
9. ↑  "Stronger (What Doesn't Kill You)" достиг 9 места в чарте Нидерландов "Dutch Top 40 Tipparade", который включает синглы не вошедшие в основной чарт Нидерландов.[57]
10. ↑  "Dark Side" достиг 19 места в чарте Нидерландов "Dutch Top 40 Tipparade", который включает синглы не вошедшие в основной чарт Нидерландов[57]
11. ↑  "Catch My Breath" достиг 20 места в чарте Нидерландов "Dutch Top 40 Tipparade", который включает синглы не вошедшие в основной чарт Нидерландов[57]
12. ↑  "Tie It Up" занял 12 место в Billboard Bubbling Under Hot 100.[60]
13. ↑  "Heartbeat Song"достиг 3 места в чарте Нидерландов "Dutch Top 40 Tipparade", который включает синглы не вошедшие в основной чарт Нидерландов.[57]
14. ↑  "Piece by Piece" (Idol version) достиг 17 места в чарте Нидерландов "Dutch Top 40 Tipparade", который включает синглы не вошедшие в основной чарт Нидерландов.[57]
15. ↑  "Love So Soft" занял 3 позицию в чарте Новой Зеландии "Heatseekers Singles Chart", который включает топ-10 синглов, которые не вошли в основной чарт Новой Зеландии "NZ Top 40 Singles Chart".[62]
16. ↑  "I Don't Think About You" не попал в чарт Billboard Hot 100, но смог добраться до 32 места в чарте Billboard Digital Song Sales.[63]
17. ↑  "Broken & Beautiful" занял 6 место в чартеBillboard Bubbling Under Hot 100.[60]
18. ↑  "Broken & Beautiful" не смог попасть в чарт Австралии, но появился на 48 месте в чарте "ARIA Digital Track Chart".[55]
19. ↑  "Broken & Beautiful" занял 23 место в чарте Billboard Hot Canadian Digital Song Sales, но в основном чарт Канады попасть не сумел.[64]
20. ↑  "Broken & Beautiful" peaked at number 35 on the NZ Hot Singles Chart, which ranks the fastest-moving tracks in New Zealand.[62]
21. ↑  "I Dare You" добрался до 29 места в чарте Австралии "ARIA Digital Track Chart", но в основной чарт Австралии войти не смог.[55]
22. ↑  "I Dare You" достиг 56 в чарте Германии "Official German Downloads Chart", но в основной чарт попасть не сумел.[65]
23. ↑  "I Dare You" занял 47 место в чарте Великобритании "Official UK Singles Downloads Chart", в чарт "Official UK Singles Chart" попасть не смог.[58]
24. ↑  "Second Hand Heart" достиг 4 места в чарте Нидерландов "Dutch Top 40 Tipparade", который включает синглы не вошедшие в основной чарт Нидерландов.[57]
25. ↑  "It's Quiet Uptown" занял 24 место в чартеBillboard Bubbling Under Hot 100.[60]
26. ↑  "Move You" занял 56 место в чарте США Billboard Digital Song Sales, но в чарт Billboard Hot 100 не попал .[63]
27. ↑  "Move You" в чарте Великобритании "Official UK Singles Downloads Chart" занял 181 место, что не дало синглу возможность войти в чарт "Official UK Singles Chart".[58]
28. ↑  "I've Loved You Since Forever" достиг 35 позиции в чарте США Billboard Digital Song Sales chart, но в чарт Billboard Hot 100 не попал.[63]
29. ↑  "Keeping Score" занял 30 место в чарте США Billboard Digital Song Sales chart, но в чарт Billboard Hot 100 не попал.[63]
30. ↑  "Keeping Score" занял 37 место в чарте Канады Billboard Hot Canadian Digital Song Sales chart.[64]
31. ↑  "Never Enough" занял 14 место в чарте США Billboard Digital Song Sales chart, но в чарт Billboard Hot 100 не попал.[63]
32. ↑  "Rockin' with the Rhythm of the Rain" занял 48 место в чарте США Billboard Digital Song Sales chart, но в чарт Billboard Hot 100 не попал.[63]
33. ↑  "Wintersong" занял 5 место в чарте США Billboard Digital Song Sales chart, но в чарт Billboard Hot 100 не попал.[63]
34. ↑  "Wintersong" добрался до 16 места в чарте Канады Billboard Hot Canadian Digital Song Sales chart.[64]
35. ↑  "If I Can't Have You" достиг 18 места в чарте США Billboard Bubbling Under Hot 100 chart.[60]
36. ↑  "Silent Night" занял 74 позицию в чарте Канады Billboard Hot Canadian Digital Song Sales chart.[64]
37. ↑  "Baby, It's Cold Outside" занял 22 место в чарте Новой Зеландии "NZ Hot Singles Chart".[62]
38. ↑  "Just Sing" занял 30 место в чарте США Billboard Digital Song Sales chart.[63]

### Упоминания
1. ↑  
Clawson, Trevor. The Unauthorized Guide to Doing Business the Simon Cowell Way: 10 Secrets of the International Music Mogul (англ.). — John Wiley & Sons, 2010. — ISBN 978-0-857-08128-5.
2. ↑  
19 Recordings Limited v. Sony Music Entertainment (S.D.N.Y). Text
3. ↑  Commission File No. 000-17436 — CKX, INC., Washington, D.C.: U.S. Securities and Exchange Commission, 2007, pp. 10–11, Архивировано 21 января 2021, Дата обращения: 3 марта 2018 Источник. Дата обращения: 6 июля 2020. Архивировано 21 января 2021 года.
4. ↑  
Pietroluongo, Silvio; Patel, Minal; Jessen, Wade, Singles Minded Billboard, 114 (40) October 5, 2002, p. 77
5. ↑  
Top Pop. Billboard, 115  (52) December 27, 2003, p. YE-62
6. ↑  
May, Carla. Clarkson album, 'American Idol' single at no. 1. Billboard, 115  (18) May 3, 2003, p. 3
7. ↑  
Green, Paul (6 мая 2011). Chart Watch Extra: 20 Years Of Top Songs. Chart Watch. Yahoo Music. Архивировано из оригинала 5 октября 2012. Дата обращения: 12 апреля 2020.
8. 1 2 3 4 5 6 7 8 9 10 11 12 13 14 15 16 17 18 19 20 21  
American    certifications – Kelly Clarkson (англ.). Recording Industry Association of America. Дата обращения: 12 апреля 2020.
9. ↑  Davis, 2013, p. 509.
10. ↑  
Coldplay top 2005's global charts. BBC. 31 марта 2006. Архивировано 1 октября 2013. Дата обращения: 12 апреля 2020.
11. ↑  Davis, 2013, p. 512.
12. 1 2  Caulfield, Keith. Kelly Clarkson Tops Billboard 200. — 2009. — 18 марта. Архивировано 5 апреля 2013 года. Billboard, Retrieved April 12, 2020
13. ↑  Davis, 2013, p. 514.
14. ↑  Pietroluongo, Silvio. Kelly Clarkson Breaks Record For Hot 100 Jump. — 2009. — 28 января. Архивировано 30 января 2013 года. Billboard, Retrieved April 12, 2020
15. 1 2 3  Davis, 2013, p. 515
16. ↑  Bronson, Fred. 'American Idol' on the Charts: Fantasia Looks for Another 'Win'. The Hollywood Reporter (9 марта 2013). Дата обращения: 10 марта 2013. Архивировано 13 марта 2013 года.
17. ↑  Kelly Clarkson didn't rush 'Greatest Hits'. USA Today. Gannett. 14 ноября 2012. Архивировано 12 апреля 2020. Дата обращения: 12 апреля 2020.
18. ↑  
Grein, Paul. Chart Watch: The Top 10 Christmas Albums of 2013. Yahoo! Music (2 января 2014). Дата обращения: 12 июня 2014. Архивировано 3 января 2014 года.
19. ↑  Kopf, Dan. Data suggest Kelly Clarkson wrote the successor to "All I Want for Christmas Is You". Quartz (25 декабря 2019). Дата обращения: 29 декабря 2019. Архивировано 29 декабря 2019 года.
20. ↑  
Newman, Melissa. Now Free From Her 'Idol' Contract, What's Kelly Clarkson Worth? (англ.) : journal. — 2015. — 3 April. Архивировано 7 апреля 2015 года. Billboard, Retrieved April 12, 2020
21. ↑  Multiple Grammy Award-Winning Superstar Kelly Clarkson and Platinum-Selling Singer-Songwriter Brett Eldredge Partner with Cracker Barrel Old Country Store® for "Rocking and Stockings" Performances (Press release). Lebanon, Tennessee: Cision PR Newswire. 15 ноября 2017. Архивировано 12 апреля 2020. Дата обращения: 3 марта 2018.
22. ↑  Raftery, Liz (13 апреля 2018). The Most Successful American Idol Winners, Ranked. TV Guide. Архивировано 14 апреля 2018. Дата обращения: 15 апреля 2018.
23. ↑  Harris, Sarah (31 января 2019). Kelly Clarkson brings down the house at Salt Lake City show. Daily Herald. Архивировано 10 апреля 2019. Дата обращения: 28 мая 2020.
24. ↑  Kelly Clarkson, Khalid & More to Perform at the 2019 BBMAs (Press release). Santa Monica, California: Dick Clark Productions. 9 апреля 2019. Архивировано 2 октября 2019. Дата обращения: 12 апреля 2020.
25. 1 2 3 4 5 6 7 8 9 10  Trust, Gary (10 сентября 2017). Ask Billboard: Kelly Clarkson's Career Sales & 'Wild Thoughts' About Rihanna. Архивировано 19 августа 2020. Дата обращения: 6 июля 2020. Billboard, Retrieved April 12, 2020
26. ↑  Kelly Clarkson returns to host the "2020 Billboard Music Awards" (Press release). Beverly Hills, California: Dick Clark productions. 25 февраля 2020. Архивировано 4 августа 2020. Дата обращения: 12 апреля 2020.
27. 1 2 3 4  Kelly Clarkson Chart History: Billboard 200. Billboard. Дата обращения: 12 апреля 2020. Архивировано 12 апреля 2020 года.
28. 1 2  Kelly Clarkson Discography — ARIA Charts. Hung Medien. Дата обращения: 12 апреля 2020. Архивировано 21 ноября 2018 года.
29. 1 2  Kelly Clarkson Discographie — Ö3 Austria Top 40 (нем.). Hung Medien. Дата обращения: 12 апреля 2020. Архивировано 26 ноября 2015 года.
30. 1 2  Kelly Clarkson Chart History: Billboard Canadian Albums. Billboard. Дата обращения: 12 апреля 2020. Архивировано 13 апреля 2020 года.
31. 1 2  Suche — Kelly Clarkson (нем.). Official German Charts. Дата обращения: 12 апреля 2020. Архивировано 8 июля 2020 года.
32. 1 2 3 4  Kelly Clarkson Discography — Irish Charts. Hung Medien. Дата обращения: 12 апреля 2020. Архивировано 24 октября 2012 года.
33. ↑  Kelly Clarkson Discografie — Dutch Charts (нидерл.). Hung Medien. Дата обращения: 12 апреля 2020. Архивировано 25 октября 2012 года.
34. 1 2 3  Kelly Clarkson Discography — Official NZ Top 40 Charts. Hung Medien. Дата обращения: 18 июня 2012. Архивировано 21 ноября 2018 года.
35. 1 2 3  Kelly Clarkson Diskographie — Schweizer Hitparade Top 100. Hung Medien. Дата обращения: 12 апреля 2020. Архивировано 12 февраля 2010 года.
36. 1 2  Kelly Clarkson Chart History — Official Charts. Official Charts Company. Дата обращения: 12 апреля 2020. Архивировано 21 апреля 2020 года.
37. 1 2 3 4 5 6 7 8 9  Garner, George (19 декабря 2017). Since she's been gone: Why Kelly Clarkson is embracing a "new chapter" of her career. Music Week. Intent Media. Архивировано 11 февраля 2018. Дата обращения: 3 января 2018.
38. 1 2 3 4 5 6  
ARIA accreditations for albums:
  - Thankful: ARIA Charts – Accreditations – 2004 Albums (PDF). Australian Recording Industry Association. Дата обращения: 12 апреля 2020.
  - Breakaway: ARIA Charts – Accreditations – 2010 Albums (PDF). Australian Recording Industry Association. Дата обращения: 12 апреля 2020.
  - My December: ARIA Charts – Accreditations – 2007 Albums (PDF). Australian Recording Industry Association. Дата обращения: 12 апреля 2020.
  - All I Ever Wanted: ARIA Charts – Accreditations – 2009 Albums (PDF). Australian Recording Industry Association. Дата обращения: 12 апреля 2020.
  - Stronger: ARIA Charts – Accreditations – 2012 Albums (PDF). Australian Recording Industry Association. Дата обращения: 12 апреля 2020.
  - Greatest Hits – Chapter One: ARIA Charts – Accreditations – 2018 Albums (PDF). Australian Recording Industry Association. Дата обращения: 12 апреля 2020.
39. 1 2 3 4 5 6 7 8 9 10 11 12 13 14 15 16 17 18  
British    certifications – Kelly Clarkson (англ.). British Phonographic Industry. Дата обращения: 12 апреля 2020. Type Kelly Clarkson in the "Search BPI Awards" field and then press Enter.
40. 1 2 3 4 5 6 7 8 9 10 11 12 13 14 15 16 17 18 19 20  
Canadian    certifications – Kelly Clarkson (англ.). Music Canada. Дата обращения: 12 апреля 2020.
41. 1 2  
Gold-/Platin-Datenbank (Kelly Clarkson) (нем.). Bundesverband Musikindustrie. Дата обращения: 12 апреля 2020.
42. 1 2  
Austrian    certifications – Kelly Clarkson (нем.). IFPI Austria. Дата обращения: 12 апреля 2020.
43. ↑  
The Official Swiss Charts and Music Community: Awards (Kelly Clarkson). IFPI Switzerland. Hung Medien. Дата обращения: 12 апреля 2020.
44. 1 2 3  IRMA certification awards for albums:
  - Breakaway: IRMA 2005 Certification Awards. Irish Recorded Music Association. Дата обращения: 18 июня 2012. Архивировано из оригинала 4 июня 2009 года.
  - My December: IRMA 2007 Certification Awards. Irish Recorded Music Association. Дата обращения: 18 июня 2012. Архивировано 16 октября 2013 года.
  - All I Ever Wanted: IRMA 2009 Certification Awards. Irish Recorded Music Association. Дата обращения: 18 июня 2012. Архивировано из оригинала 8 июля 2012 года.
45. ↑  
Dutch    certifications – Kelly Clarkson (нид.). Nederlandse Vereniging van Producenten en Importeurs van beeld- en geluidsdragers. Дата обращения: 12 апреля 2020. Enter Kelly Clarkson in the "Artiest of titel" box.
46. 1 2  RMNZ certifications for albums:
  - Breakaway: NZ Top 40 Albums Chart — Official New Zealand Music Chart. Recorded Music NZ (6 марта 2006). Дата обращения: 10 июля 2013. Архивировано 3 февраля 2014 года.
  - Stronger: NZ Top 40 Albums Chart — Official New Zealand Music Chart. Recorded Music NZ (2 апреля 2012). Дата обращения: 10 июля 2013. Архивировано 2 декабря 2012 года.
47. ↑  McIntyre, Hugh. Kelly Clarkson, Chris Brown And Several Rappers Post New Albums Inside The U.S. Top 10. Forbes (6 ноября 2017). Дата обращения: 3 марта 2018. Архивировано 6 марта 2018 года.
48. ↑  Murray, Gordon. Kelly Clarkson & RuPaul Work Their Way Onto Top Dance/Electronic Albums (18 марта 2016). Дата обращения: 6 июля 2020. Архивировано 7 июля 2020 года. Billboard, Retrieved April 12, 2020
49. ↑  Rolling Stone Original by Kelly Clarkson. Spotify (1 января 2005). Дата обращения: 12 апреля 2020. Архивировано 12 апреля 2020 года.
50. ↑  Nissan Live Sets At Yahoo! Music by Kelly Clarkson. Spotify (17 июля 2007). Дата обращения: 12 апреля 2020. Архивировано 12 апреля 2020 года.
51. ↑  
The Smoakstack Sessions (EP). Kelly Clarkson. RCA Records/19 Recordings. 2011. 88697-98674-2.{{cite AV media notes}}:  Википедия:Обслуживание CS1 (другое в cite AV media (notes)) (ссылка)
52. ↑  
The Smoakstack Sessions Vol. 2 (EP). Kelly Clarkson. RCA Records/19 Recordings. 2012. 88765-41590-2.{{cite AV media notes}}:  Википедия:Обслуживание CS1 (другое в cite AV media (notes)) (ссылка)
53. ↑  Kelly Clarkson Live by Kelly Clarkson. Spotify (9 декабря 2016). Дата обращения: 12 апреля 2020. Архивировано 12 апреля 2020 года.
54. 1 2 3  Kelly Clarkson Chart History: Billboard Hot 100. Billboard. Дата обращения: 12 апреля 2020. Архивировано 13 апреля 2020 года.
55. 1 2 3  Kelly Clarkson Album Discography — ARIA Albums Chart. Hung Medien. Дата обращения: 12 апреля 2020. Архивировано 21 ноября 2018 года.

Additional ARIA Singles Chart entries:
  - "Love So Soft": ARIA Chart Watch #438. auspOp (16 сентября 2017). Дата обращения: 12 апреля 2020. Архивировано 16 сентября 2017 года.
  - "Underneath the Tree": ARIA Chart Watch #557. auspOp (28 декабря 2019). Дата обращения: 12 апреля 2020. Архивировано 28 декабря 2019 года.
  - "Broken & Beautiful": ARIA Australian Top 50 Digital Tracks. Australian Recording Industry Association. Australia: State Library of New South Wales (8 апреля 2019). Дата обращения: 12 апреля 2020. Архивировано 8 апреля 2019 года.
  - "I Dare You": ARIA Chart Report, Australian Record Industry Association (published 2000), 27 апреля 2020, Дата обращения: 13 мая 2020
56. 1 2 3  Kelly Clarkson Chart History: Billboard Canadian Hot 100. Billboard. Дата обращения: 12 апреля 2020. Архивировано 12 апреля 2020 года.
57. 1 2 3 4 5 6 7 8 9 10  Top 40 – Artiesten – Kelly Clarkson (нидерл.). Stichting Nederlandse Top 40. Дата обращения: 12 апреля 2020. Архивировано 22 ноября 2015 года.
58. 1 2 3 4 5 6 7 8  Kelly Clarkson Full Official Charts History — Official UK Albums Charts. Official Charts Company. Дата обращения: 12 апреля 2020. Архивировано 21 апреля 2020 года.

Additional UK Singles chart entries:
  - "Beautiful Disaster": Zywietz, Tobias. Chart Log UK — Update 19.11.2011. Zobbel.de. Дата обращения: 2 февраля 2012. Архивировано 12 февраля 2012 года.
  - "People Like Us": Zywietz, Tobias. Chart Log UK — Update 29.06.2013. Zobbel.de. Дата обращения: 10 июля 2013. Архивировано 4 марта 2016 года.
  - "Invincible": Zywietz, Tobias. Chart Log UK — Update 12.07.2015. Zobbel.de. Дата обращения: 12 июля 2015. Архивировано 21 июля 2015 года.

Additional UK Singles Downloads Chart entries:
  - "A Moment Like This": Zywietz, Tobias. Chart Log UK — 2006. Zobbel.de. Дата обращения: 2 февраля 2012. Архивировано 3 марта 2016 года.
  - "Move You": Official Singles Downloads Chart Top 200 - 17 September 2017 (англ.) // UKChartsPlus[англ.] : journal. — Official Charts Company, 2017. — 17 September (no. 839). Архивировано 18 октября 2021 года. (требуется подписка)
  - "I Dare You": Official Singles Downloads Chart Top 100. Official Charts Company (24 апреля 2020). Дата обращения: 24 апреля 2020.
59. 1 2 3 4 5 6 7 8 9 10 11 12 13  
ARIA accreditations for singles:
  - "Miss Independent": ARIA Charts – Accreditations – 2003 Singles (PDF). Australian Recording Industry Association. Дата обращения: 12 апреля 2020.
  - "Low", "The Trouble with Love Is", and "Breakaway": ARIA Charts – Accreditations – 2004 Singles (PDF). Australian Recording Industry Association. Дата обращения: 12 апреля 2020.
  - "Since U Been Gone" and "Because of You": ARIA Charts – Accreditations – 2005 Singles (PDF). Australian Recording Industry Association. Дата обращения: 12 апреля 2020.
  - "Never Again": ARIA Charts – Accreditations – 2007 Singles (PDF). Australian Recording Industry Association. Дата обращения: 12 апреля 2020.
  - "My Life Would Suck Without You", "I Do Not Hook Up", and "Already Gone": ARIA Charts – Accreditations – 2009 Singles (PDF). Australian Recording Industry Association. Дата обращения: 12 апреля 2020.
  - "Mr. Know It All" : ARIA Charts – Accreditations – 2012 Singles (PDF). Australian Recording Industry Association. Дата обращения: 12 апреля 2020.
  - "Stronger (What Doesn't Kill You)" and "Heartbeat Song: ARIA Charts – Accreditations – 2015 Singles (PDF). Australian Recording Industry Association. Дата обращения: 12 апреля 2020.
60. 1 2 3 4 5 6  Kelly Clarkson Chart History: Billboard Bubbling Under Hot 100. Billboard. Дата обращения: 12 апреля 2020. Архивировано 12 апреля 2020 года.
61. 1 2 3  RMNZ certifications for singles:
  - "My Life Would Suck Without You": New Zealand Gold Certifications — My Life Would Suck Without You. RadioScope New Zealand. Дата обращения: 18 июня 2012. Архивировано из оригинала 28 июля 2011 года.
  - "Mr. Know It All": NZ Top 40 Singles Chart — Official New Zealand Music Chart. The Official New Zealand Music Chart. Recorded Music NZ (30 января 2012). Дата обращения: 10 июля 2013. Архивировано 29 сентября 2013 года.
  - "What Doesn't Kill You (Stronger)": NZ Top 40 Singles Chart — Official New Zealand Music Chart. The Official New Zealand Music Chart. Recorded Music NZ (12 марта 2012). Дата обращения: 10 июля 2013. Архивировано 19 сентября 2015 года.
62. 1 2 3 4  NZ Heatseekers Singles Chart and NZ Hot Singles Chart entries:
  - "Love So Soft": NZ Heatseekers Singles Chart. Recorded Music NZ (18 сентября 2017). Дата обращения: 12 апреля 2020. Архивировано 15 сентября 2017 года.
  - "Broken & Beautiful": NZ Hot Singles Chart. Recorded Music NZ (8 апреля 2019). Дата обращения: 12 апреля 2020. Архивировано 5 апреля 2019 года.
  - "Baby, It's Cold Outside": NZ Hot Singles Chart. Recorded Music NZ (30 декабря 2019). Дата обращения: 12 апреля 2020. Архивировано 29 ноября 2020 года.
  - "I Dare You": NZ Hot 40 Singles Chart. Recorded Music NZ (24 апреля 2020). Дата обращения: 25 апреля 2020. Архивировано 8 июля 2020 года.
63. 1 2 3 4 5 6 7 8  Billboard Digital Song Sales entries: Kelly Clarkson: Chart History - Digital Song Sales. Billboard. Дата обращения: 13 апреля 2020. Архивировано 13 апреля 2020 года.
Except for:
  - "Move You": Wayback Machine (19 сентября 2017). Дата обращения: 29 октября 2017. Архивировано 19 сентября 2017 года.
64. 1 2 3 4  Kelly Clarkson Chart History: Billboard Hot Canadian Digital Song Sales. Billboard. Дата обращения: 12 апреля 2020. Архивировано 12 апреля 2020 года.
65. ↑  
Offizielle Download Charts Single (нем.). Germany: GfK Entertainment Charts/MTV Germany. Дата обращения: 30 апреля 2020. Архивировано 30 апреля 2020 года.
66. ↑  This Is For My Girls - Single by Kelly Clarkson, Chloe & Halle, Missy Elliott, Jadagrace, Lea Michele, Janelle Monáe, Kelly Rowland & Zendaya. Apple Music (15 марта 2016). Дата обращения: 12 апреля 2020. Архивировано 29 января 2020 года.
67. ↑  Reba McEntire featuring Kelly Clarkson and Trisha Yearwood - Softly and Tenderly. Play MPE. Дата обращения: 12 апреля 2020. Архивировано 23 декабря 2016 года.
68. ↑  I Dream in Southern (feat. Kelly Clarkson) – Single. Apple Music (6 декабря 2019). Дата обращения: 12 апреля 2020. Архивировано 12 апреля 2020 года.
69. ↑  
"Go" (Promotional single). Kelly Clarkson. Sony BMG. 2006. A689776.{{cite AV media notes}}:  Википедия:Обслуживание CS1 (другое в cite AV media (notes)) (ссылка)
70. ↑  White Christmas by Kelly Clarkson (нем.). Amazon.com (15 октября 2013). Дата обращения: 12 апреля 2020. Архивировано 14 февраля 2021 года.
71. ↑  Run Run Run by Kelly Clarkson. Spotify (25 февраля 2015). Дата обращения: 12 апреля 2020. Архивировано 12 апреля 2020 года.
72. ↑  Take You High by Kelly Clarkson. Spotify (26 февраля 2015). Дата обращения: 12 апреля 2020. Архивировано 12 апреля 2020 года.
73. ↑  Someone by Kelly Clarkson. Spotify (27 февраля 2015). Дата обращения: 12 апреля 2020. Архивировано 12 апреля 2020 года.
74. ↑  I've Loved You Since Forever by Hoda Kotb + Kelly Clarkson. Apple Music (8 марта 2018). Дата обращения: 12 апреля 2020. Архивировано 12 апреля 2020 года.
75. ↑  Don't Dream It's Over (The Voice Performance) – Single. Apple Music (21 мая 2018). Дата обращения: 12 апреля 2020. Архивировано 12 апреля 2020 года.
76. ↑  Keeping Score (feat. Kelly Clarkson) by Dan + Shay. Spotify (14 июня 2018). Дата обращения: 12 апреля 2020. Архивировано 13 апреля 2020 года.
77. ↑  
American    certifications – Dan + Shay – Keeping Score (англ.). Recording Industry Association of America. Дата обращения: 12 апреля 2020.
78. ↑  
Never Enough by Kelly Clarkson (нем.). Amazon.com (8 ноября 2018). Дата обращения: 12 апреля 2020.
79. ↑  Rockin' With the Rhythm of the Rain (The Voice Performance) – Single. Apple Music (17 декабря 2018). Дата обращения: 12 апреля 2020. Архивировано 12 апреля 2020 года.
80. ↑  Wintersong (The Voice Performance) – Single. Apple Music (19 декабря 2019). Дата обращения: 12 апреля 2020. Архивировано 12 апреля 2020 года.
81. ↑  I Run to You (The Voice Performance) – Single. Apple Music (18 мая 2020). Дата обращения: 5 июня 2020. Архивировано 6 июня 2020 года.
82. ↑  American Idol: Greatest Moments by Various artists. Spotify (1 октября 2002). Дата обращения: 12 апреля 2020. Архивировано 12 апреля 2020 года.
83. ↑  American Idol: The Great Holiday Classics by Various artists. Spotify (14 октября 2003). Дата обращения: 12 апреля 2020. Архивировано 12 апреля 2020 года.
84. ↑  Justin Guarini by Justin Guarini. Spotify (14 октября 2003). Дата обращения: 12 апреля 2020. Архивировано 12 апреля 2020 года.
85. ↑  Hearts On Parade by Ashley Arrison. Spotify (1 июля 2010). Дата обращения: 12 апреля 2020. Архивировано 12 апреля 2020 года.
86. ↑  Cheers, it's Christmas by Blake Shelton. Spotify (2 октября 2012). Дата обращения: 12 апреля 2020. Архивировано 12 апреля 2020 года.
87. ↑  Greatest Hits by Jewel. Spotify (5 февраля 2013). Дата обращения: 12 апреля 2020. Архивировано 16 июля 2019 года.
88. ↑  Swings Both Ways by Robbie Williams. Spotify (18 ноября 2013). Дата обращения: 12 апреля 2020. Архивировано 17 апреля 2020 года.
89. ↑  Everlasting by Martina McBride. Spotify (8 апреля 2014). Дата обращения: 12 апреля 2020. Архивировано 12 апреля 2020 года.
90. ↑  Love Somebody by Reba. Spotify (14 апреля 2015). Дата обращения: 12 апреля 2020. Архивировано 12 апреля 2020 года.
91. ↑  Stages by Josh Groban. Spotify (28 апреля 2015). Дата обращения: 12 апреля 2020. Архивировано 12 апреля 2020 года.
92. ↑  The Shack: Music From and Inspired By the Original Motion Picture by Various artists. Spotify (24 февраля 2017). Дата обращения: 12 апреля 2020. Архивировано 12 апреля 2020 года.
93. ↑  Home for the Holidays (Original Soundtrack) by Various artists. Spotify (21 декабря 2017). Дата обращения: 12 апреля 2020. Архивировано 12 апреля 2020 года.
94. ↑  Christmas Is Here! by Pentatonix. Spotify (26 октября 2018). Дата обращения: 12 апреля 2020. Архивировано 12 апреля 2020 года.
95. ↑  UglyDolls (Original Motion Picture Soundtrack) by Various artists. Spotify (26 апреля 2019). Дата обращения: 12 апреля 2020. Архивировано 12 апреля 2020 года.
96. ↑  Every Girl by Trisha Yearwood. Spotify (30 августа 2019). Дата обращения: 12 апреля 2020. Архивировано 12 апреля 2020 года.
97. ↑  Trolls World Tour (Original Motion Picture Soundtrack) by Various artists. Spotify (13 марта 2020). Дата обращения: 12 апреля 2020. Архивировано 12 апреля 2020 года.